# Gisella di Francia
Gisella di Francia, in francese Gisele o Gisla (fl. 911), è stata una principessa francese divenuta successivamente moglie di Rollone, duca di Normandia.

## Biografia
Poco è noto dell'infanzia di Gisella, tanto che né il luogo né l'anno di nascita sono stati registrati con precisione e che la sua stessa esistenza è messa in dubbio da alcuni storici. Secondo alcune fonti, comunque, ella era figlia, non si sa se legittima o meno, di Carlo il Semplice, re dei Franchi Occidentali dall'898 al 922.

## Duchessa di Normandia
La prima apparizione di Gisella nelle fonti storiche è relativa a quando la donna fu promessa in sposa a Rollone dopo l'assedio di Chartres del 911. Dopo la sconfitta, infatti, Rollone, uno jarl norreno che aveva intrapreso una spedizione attraverso la marca di Neustria, accettò il Trattato di Saint-Clair-sur-Epte propostogli da Carlo III, detto Il Semplice, in base al quale egli fu creato primo duca di Normandia, accettò di giurare fedeltà a Carlo, di convertirsi al Cristianesimo e di prendere in sposa Gisella. Non esistono tuttavia conferme indipendenti a favore dell'effettiva esistenza di tale matrimonio, né, di conseguenza, della stessa Gisella, che potrebbe quindi essere un personaggio leggendario.
Stando a quanto riferito dal cronista normanno Guglielmo di Jumièges, in Francia Rollone avrebbe avuto due relazioni, la prima delle quali sarebbe stata con Poppa di Bayeux, figlia del conte franco di Rennes e di Bayeux e marchese di Neustria, Berengario II, presa prigioniera presso Bayeux e sposata more danico, ossia secondo l'usanza norrena, che gli diede due figli, tra cui Guglielmo Lungaspada. Al tempo del Trattato di Saint-Clair-sur-Epte, Rollone avrebbe poi messo da parte Poppa per sposare Gisella more cristiano, ossia secondo l'uso cristiano, e infine sposare nuovamente Poppa alla morte di Gisella, forse intorno al 917. Tuttavia, l'assenza di qualsiasi altra traccia di questa principessa reale o del suo matrimonio nelle fonti franche suggerisce che le nozze tra Rollone e Gisella potrebbero essere apocrife.

È poi ragionevolmente certo che, qualora sia esistita, Gisella non ebbe figli maschi; infatti, se ella avesse dato figli a Rollone all'interno di un legale matrimonio cristiano, è improbabile che il figlio di Poppa, Guglielmo, sarebbe stato considerato un erede legittimo dai cristiani Franchi.

## Nei media
Un personaggio chiamato Gisla è stato impersonato da Morgane Polanski nella serie televisiva Vikings, dove però essa viene presentata come figlia di Carlo il Calvo piuttosto che di suo nipote Carlo il Semplice, nonché madre dei figli di Rollone.

## Ascendenza
|                                 |   |                      | Genitori               |  |  | Nonni |  |  | Bisnonni       |  |  | Trisnonni       |  |
|                                 |   |                      |                        |  |  |       |  |  | Carlo il Calvo |  |  | Ludovico il Pio |  |
|                                 |   |                      |                        |  |  |       |  |  | Carlo il Calvo |  |  | Ludovico il Pio |  |
|                                 |   | Giuditta di Baviera  |                        |  |  |       |  |  | Carlo il Calvo |  |  |                 |  |
| Luigi II di Francia             |   |                      |                        |  |  |       |  |  | Carlo il Calvo |  |  |                 |  |
|                                 |   | Ermentrude d'Orléans | Oddone d'Orléans       |  |  |       |  |  |                |  |  |                 |  |
|                                 |   | Ermentrude d'Orléans | Oddone d'Orléans       |  |  |       |  |  |                |  |  |                 |  |
|                                 |   | Ermentrude d'Orléans | Engeltrude di Fézensac |  |  |       |  |  |                |  |  |                 |  |
| Carlo III di Francia            |   | Ermentrude d'Orléans |                        |  |  |       |  |  |                |  |  |                 |  |
|                                 |   | Adalardo di Parigi   | Wolfhard di Flavigny   |  |  |       |  |  |                |  |  |                 |  |
|                                 |   | Adalardo di Parigi   | Wolfhard di Flavigny   |  |  |       |  |  |                |  |  |                 |  |
|                                 |   | Adalardo di Parigi   | Susanna di Parigi      |  |  |       |  |  |                |  |  |                 |  |
| Adelaide del Friuli             |   | Adalardo di Parigi   |                        |  |  |       |  |  |                |  |  |                 |  |
|                                 |   | …                    | …                      |  |  |       |  |  |                |  |  |                 |  |
|                                 |   | …                    | …                      |  |  |       |  |  |                |  |  |                 |  |
|                                 |   | …                    | …                      |  |  |       |  |  |                |  |  |                 |  |
| Gisella di Francia              |   | …                    |                        |  |  |       |  |  |                |  |  |                 |  |
|                                 | … | …                    |                        |  |  |       |  |  |                |  |  |                 |  |
|                                 | … | …                    |                        |  |  |       |  |  |                |  |  |                 |  |
|                                 | … | …                    |                        |  |  |       |  |  |                |  |  |                 |  |
| Teodorico di Ringelheim (forse) | … |                      |                        |  |  |       |  |  |                |  |  |                 |  |
|                                 |   | …                    | …                      |  |  |       |  |  |                |  |  |                 |  |
|                                 |   | …                    | …                      |  |  |       |  |  |                |  |  |                 |  |
|                                 |   | …                    | …                      |  |  |       |  |  |                |  |  |                 |  |
| Frederuna                       |   | …                    |                        |  |  |       |  |  |                |  |  |                 |  |
|                                 |   | …                    | …                      |  |  |       |  |  |                |  |  |                 |  |
|                                 |   | …                    | …                      |  |  |       |  |  |                |  |  |                 |  |
|                                 |   | …                    | …                      |  |  |       |  |  |                |  |  |                 |  |
| …                               |   | …                    |                        |  |  |       |  |  |                |  |  |                 |  |
|                                 |   | …                    | …                      |  |  |       |  |  |                |  |  |                 |  |
|                                 |   | …                    | …                      |  |  |       |  |  |                |  |  |                 |  |
|                                 |   | …                    | …                      |  |  |       |  |  |                |  |  |                 |  |
|                                 |   | …                    |                        |  |  |       |  |  |                |  |  |                 |  |